# Partido Liberal Radical Auténtico
El Partido Liberal Radical Auténtico (PLRA) constituye uno de los principales partidos políticos de Paraguay, configurándose como el continuador del antiguo Partido Liberal, originalmente establecido como Centro Democrático el 10 de julio de 1887 en Villarrica, Departamento de Guairá. Esta trayectoria lo posiciona como el partido político de mayor antigüedad en el Paraguay.
Fundado por Antonio Taboada, Cecilio Báez y José De la Cruz Ayala, y refundado en el 23 de septiembre de 1977 en la clandestinidad por Domingo Laíno. Es uno de los dos partidos políticos mayoritarios de Paraguay y cuenta con más de 1,5 millones de afiliados.
Fue el principal cuerpo opositor al régimen del general Alfredo Stroessner, imperante en el país desde 1954 y al anterior régimen de Higinio Morínigo, y como tal sufrió una constante persecución durante los citados regímenes dictatoriales. Volvió luego más de setenta años después a ser brevemente partido de gobierno desde el 22 de junio de 2012 hasta el 15 de agosto de 2013, estando entonces como presidente de la república el miembro del partido Federico Franco, quien había sido previamente el vicepresidente de Paraguay desde 2008, acompañando a Fernando Lugo dentro de la coalición Alianza Patriótica para el Cambio, y asumió como presidente el 22 de junio de 2012, tras la destitución de Lugo.

## Historia

### Inicios (1887-1891)

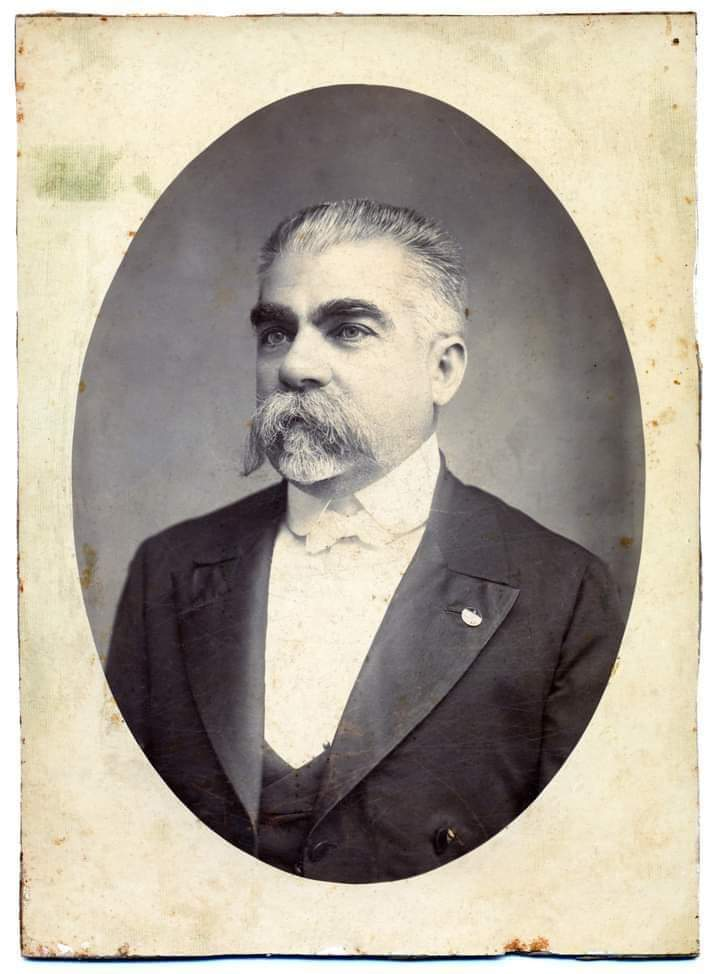
Antonio Taboada, fundador y primer presidente del Partido Liberal.

El Partido Liberal fue fundado el 10 de julio de 1887, en la ciudad de Villarrica con el nombre de Centro Democrático por un conjunto de ciudadanos ilustres con el fin manifestar, la libertad y la igualdad entre todos los Paraguayos. Pero previo a este acontecimiento, en febrero de 1887, en el Paraguay ya se sentía la necesidad de un frente político. Y en un hecho trascendente perpetrado por Gómez Sánchez, oficialista, que había llegado de Asunción, el día de las elecciones de senadores y diputados, Villarrica presentaba más el aspecto de una ciudad lista para una batalla, que para las definiciones incruentas de una lucha electoral. Las fuerzas gubernamentales fueron distribuidas estratégicamente por toda la zona, y los oficialistas adoptaron como distintivo cintas coloradas, los opositores, cintas azules. Estos serían los colores que simbolizarían en el futuro, y hasta en el presente, dos mentalidades, dos sistemas políticos.
A medida que el acto electivo se desarrollaba, los oficialistas presentían, con creciente certeza, la derrota. Y para evitar el triunfo inminente de los opositores, las fuerzas policiales hicieron fuego sobre ellos, en esa ocasión, cayeron las primeras víctimas del futuro Partido Liberal.
Algunos dirigentes heridos fueron Esteban Gorostiaga, Rómulo Decamilli, Marcelino Arias y Bernardino Bordón, otros fueron aprehendidos y remitidos a Asunción, haciendo el camino a pie hasta Paraguarí, y de ahí en ferrocarril hasta Asunción. Durante el trayecto los detenidos eran objeto de demostraciones de simpatía y en Luque es demorado el tren, donde simpatizante obsequian flores a los detenidos y en Asunción, una gran manifestación popular organizada por las damas de todos los núcleos sociales de Asunción, esperaron en la estación ferroviaria la llegada de los presos, a quienes recibieron con una lluvia de flores. Este acontecimiento selló la decisión de constituir un partido político cuya misión fuera encauzar la corriente opositora que surgía en toda la República.

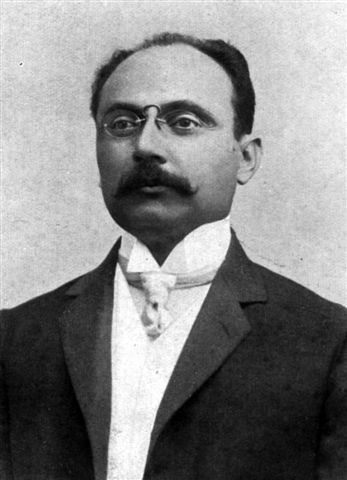
Cecilio Báez, redactor del acta de fundación del partido. Báez luego se convertiría en el segundo presidente liberal de Paraguay.

El 26 de junio de 1887, se reunió un grupo de ciudadanos en la casa n.º 50 de la calle Villarrica, de Asunción (actualmente calle Presidente M. Franco), y acordó fundar un centro político. Para el efecto se resolvió celebrar una Asamblea General el día 2 de julio, siendo los invitantes los señores Antonio Taboada, Juan A. Aponte, Bernardo Dávalos, Fabio Queirolo y José Ayala.
La asamblea se llevó a cabo el día 2 de julio con la presencia de la Comisión iniciadora de la formación de un centro político, y la presencia de los señores Cirilo Solalinde, Antonio Taboada, Ildefonso Benegas, Adolfo R. Soler, Víctor Martín Soler, Juan A. Aponte, Adolfo Saguier Viana, José Irala, Luis Caminos, Dr. José Zacarías Caminos, Martín Urdapilleta, Fabio Queirolo, Simeón Irigoitia, Salvador Rivarola, José Mateo Collar, Manuel A. Amarilla, Daniel Candia, entre otros.
El 10 de julio de 1887 fueron presentadas las Actas de Constitución del Centro Democrático, y su primer presidente fue Antonio Taboada, y su primer secretario general fue el periodista José de la Cruz Ayala alias "Alón", portavoz de la clase media y los sectores populares. El redactor del acta de su fundación fue Cecilio Báez. 
En 1890, cambió su denominación por la de Partido Liberal, en 1967 por la de Partido Liberal Radical, y en 1978 por la de Partido Liberal Radical Auténtico. Este último debido a que varios miembros infiltrados sobornados por la dictadura pretendían la desaparición absoluta del partido.

### Gobierno (1891-1940)
El 18 de octubre de 1891, el Partido Liberal impulsó un alzamiento cívico-militar contra el gobierno colorado presidido por Juan Gualberto González, motivado por acusaciones de fraude electoral sistemático y coacción institucional durante los comicios. En virtud de un pacto político previo a las elecciones, se preveía la designación del liberal Víctor Soler como vicepresidente, situación que no se concretó, lo cual generó descontento entre las filas liberales. Este conflicto derivó en enfrentamientos armados entre ambas facciones, aunque el intento de derrocamiento fracasó debido a la superioridad operativa del régimen colorado.
El acceso efectivo del Partido Liberal al poder se produjo tras la revolución del 4 de agosto de 1904, un movimiento insurreccional dirigido contra el presidente Juan Antonio Escurra, cuya administración era percibida como inepta y subordinada a intereses brasileños. La revuelta fue liderada por el presidente del Directorio Liberal, Benigno Ferreira, con el respaldo de las corrientes juveniles del partido —los Liberales Cívicos y Radicales— encabezadas por los doctores Cecilio Báez y Emiliano González Navero.
Durante el gobierno de Báez, con el aval diplomático de los Estados Unidos, se impulsó un proceso de pacificación nacional, refrendado por la Asamblea Nacional el 13 de abril de 1905. Ese mismo año, se sancionó una ley de becas destinada a financiar estudios superiores de ciudadanos paraguayos en Europa y América del Norte, lo cual marcó el inicio de una política exterior orientada a la integración académica y cultural con potencias extranjeras. En 1913, el expresidente estadounidense Theodore Roosevelt visitó Paraguay, y fue recibido el representante del Imperio austrohúngaro, el barón Otto von Hoenning O’Carroll, enviado por el emperador Francisco José I, en el marco de iniciativas de cooperación científica y comercial.
El 23 de junio de 1915, bajo la presidencia de Eduardo Schaerer, se creó la Escuela Militar de Paraguay, con el objetivo de institucionalizar la profesionalización de las Fuerzas Armadas, desligándolas de influencias partidarias. Se establecieron estructuras educativas militares como la Escuela Superior de Guerra, la Escuela de Oficiales de Reserva, la Escuela de Suboficiales y la Escuela de Aviación, enviando cuadros de mando al exterior para su especialización. Asimismo, se inició la infraestructura castrense en Paraguarí, Encarnación, Concepción y Villa Hayes, destacándose la edificación de la academia militar y los cuarteles del kilómetro 9.
En 1916, se introdujo una reforma estructural a la política agraria, orientada a la redistribución de tierras fiscales y a la promoción de colonias civiles y militares en el Chaco paraguayo, con el objetivo de fomentar la soberanía territorial y el asentamiento poblacional.
El 19 de febrero de 1916 fue promulgada la Ley N.º 194, que estableció el Servicio Militar Obligatorio (SMO). Posteriormente, el Decreto del Poder Ejecutivo N.º 32.934, de fecha 16 de marzo de 1929, reguló la organización de los Distritos Militares, subordinados al Ministerio de Guerra y Marina.
Durante esta etapa, el liberalismo impulsó un enfoque preventivo en materia de salud pública, adoptando medidas sanitarias para contener enfermedades infecciosas y fortaleciendo el régimen laboral mediante la legislación sobre derechos de los trabajadores, recogiendo demandas tanto de sectores obreros como patronales.
En 1917, se promovió la construcción de viviendas económicas para la clase obrera, junto con campañas de higiene, práctica deportiva y educación popular, apuntando al mejoramiento integral de sus condiciones materiales y espirituales.
En 1918 se instituyó el Registro Cívico Permanente, mecanismo innovador que profesionalizó la administración electoral. En 1924 se introdujo el voto obligatorio y se normativizó la participación de veedores partidarios en los procesos de escrutinio. Las reformas de 1926 y 1927 permitieron la elaboración de padrones electorales de extranjeros y, en 1928, se perfeccionó el sistema electoral municipal.
Desde 1904 hasta febrero de 1936, con la excepción de un breve interregno entre el 28 de febrero y el 22 de marzo de 1912, cuando gobernó Pedro Pablo Peña (Partido Colorado), el Partido Liberal detentó el control del aparato estatal, en un período históricamente conocido como Hegemonía Liberal, caracterizado por un dominio liberal ininterrumpido de más de tres décadas.
El último presidente liberal electo en el marco democrático fue Eusebio Ayala, quien fue derrocado por un golpe militar. No obstante, los liberales volvieron al poder de forma interina con Félix Paiva y luego con José Félix Estigarribia, quien impulsó un proyecto de corte autoritario con tintes corporativistas, culminando en la redacción de la Constitución de 1940, influida por modelos fascistas europeos de la época.
Los gobiernos liberales son históricamente reconocidos por haber consolidado las instituciones democráticas, promovido la economía de mercado abierto, fomentado la expansión del sistema educativo, estimulado el desarrollo del arte y la cultura, modernizado la administración pública y reorganizado las Fuerzas Armadas, desempeñando además un rol crucial en la guerra del Chaco (1932-1935), en defensa de la soberanía nacional.

### Persecución política (1940-1989)
Tras la derrota de la Revolución de 1947, distintas facciones del liberalismo fueron objeto de represión sistemática, incluyendo persecuciones, ejecuciones extrajudiciales y exilios forzados, como consecuencia de directrices emanadas del gobierno de Higinio Morínigo. Este proceso represivo derivó en una diáspora liberal, con numerosos dirigentes y militantes forzados a radicarse en el extranjero, principalmente en la República Argentina.
Con la instauración de la dictadura de Alfredo Stroessner en 1954, el Partido Liberal, ya considerablemente debilitado, optó por una estrategia de resistencia política de carácter pacífico, pero doctrinariamente firme, consolidándose como la principal fuerza opositora en el exilio y en la clandestinidad. Durante este periodo, sus dirigentes y bases militantes promovieron activamente la restitución del orden democrático, la vigencia del Estado de derecho y la recuperación de los derechos y garantías constitucionales suspendidos por el régimen. Esta labor disidente expuso a numerosos activistas liberales a detenciones arbitrarias, torturas sistemáticas y desapariciones forzosas.
Posteriormente, se ha documentado la implementación de mecanismos de infiltración política por parte del oficialismo colorado, orientados a desarticular al Partido Liberal desde el interior. No obstante, dichas operaciones resultaron infructuosas, debido a que la dirigencia liberal identificó oportunamente dichas maniobras y adoptó medidas estratégicas para preservar su cohesión ideológica y continuidad orgánica.

### Era democrática, regreso al poder, y liderazgo de Efraín Alegre (1989-2023)
Para las elecciones generales del 2008, Federico Franco se alzaba con la vicepresidencia de la República, en una histórica coalición de partidos denominada Alianza Patriótica para el Cambio, que puso fin a seis décadas de hegemonía colorada.
El 22 de junio de 2012, en medio de una grave crisis política, el presidente Lugo fue sometido a juicio político, en el cual se decidió apartarle de su cargo por mal desempeño en sus funciones. Como consecuencia de ello, ese mismo día, el hasta entonces vicepresidente Federico Franco fue ungido como nuevo presidente de la República, cargo que desempeñó hasta las primeras horas del 15 de agosto de 2013.
En las elecciones del 21 de abril de 2013, se lograron conquistar 4 de las 17 gobernaciones del país, que son: Cordillera, Central, Ñeembucú y Amambay
En las elecciones del 22 de abril de 2018, se lograron conquistar mediante el partido 3 de 17 gobernaciones (Cordillera, Amambay y Concepción) y también mediante la alianza GANAR se obtuvo la gobernación de Caaguazú.
El 6 de agosto de 2023, el partido liberal realizó una convención con disidentes que exigían la salida de Efraín Alegre de la presidencia del partido, durante las discusiones, Alegre levantó la convención, porque la disidencia insistió con la separación de su presidencia y se retiró del lugar, pese a este suceso la convención continuó, gracias a la votación de 325 convencionales de 527, luego  319 convencionales votaron a favor de la destitución de Alegre y la asumida de Hugo Fleitas como presidente.

### Crisis interna (2023-presente)
Desde el año 2023, el Partido Liberal Radical Auténtico ha atravesado un proceso de profunda fragmentación interna, marcado por la intensificación del faccionalismo ideológico y una creciente polarización entre sus distintas corrientes. Este escenario ha generado un ambiente de confrontación y revanchismo, evidenciado en enfrentamientos verbales, disputas por el control de los órganos partidarios y episodios de tensión en actos públicos y sedes institucionales.[cita requerida]
La destitución de Efraín Alegre de la presidencia del partido, ocurrida en agosto de 2023, actuó como catalizador de una disgregación estructural del liberalismo paraguayo. Desde entonces, han proliferado tanto agrupaciones internas como nuevas iniciativas político-partidarias externas, que compiten por la representación del ideario liberal. Entre los principales bloques enfrentados se destacan los sectores cercanos al cartismo —asociados a una línea de liberalismo conservador— en tensión con las facciones socioliberales, progresistas y afines a la socialdemocracia.[cita requerida]
En el marco del agravamiento de la crisis, la Convención Liberal Extraordinaria de marzo de 2024 resolvió, por mayoría de votos, la expulsión por un periodo de veinte años de los legisladores Dionisio Amarilla, Édgar López, Hermelinda Alvarenga y Noelia Cabrera. Esta decisión, incluida como el tercer punto del orden del día, respondió a acusaciones de inconducta política y presunta colaboración con sectores externos a la estructura orgánica del PLRA.
Este contexto de debilitamiento institucional ha favorecido la emergencia de nuevos proyectos políticos vinculados, en mayor o menor medida, al espectro liberal. Entre las expresiones más relevantes se encuentran:
- El Partido Libertad y República, organización extraparlamentaria de ideología liberal-libertaria, fundada fuera del marco institucional del PLRA y sin vínculos orgánicos con el mismo.[20]

- El Partido de los Liberales, agrupación en etapa de formación con una orientación liberal-conservadora democrática, liderada por el senador Eduardo Nakayama, quien ha denunciado públicamente la supuesta cooptación del PLRA por parte del cartismo.[21]

- El movimiento interno Nuevo Liberalismo, constituido dentro del PLRA, cuya línea ideológica aún no ha sido formalmente definida, aunque se posiciona como una alternativa crítica al cartismo y a los liderazgos tradicionales («antismos»). Entre sus principales referentes figuran la senadora Celeste Amarilla, el gobernador de Itapúa Javier Pereira Rieve y el expresidente de la República Federico Franco.[22]

- El movimiento interno Liberalismo Moderno, liderado por el abogado y exsenador Tadeo Zarratea, esta agrupación aboga por la modernización institucional del liberalismo y ha denunciado irregularidades en los procesos internos del PLRA, incluyendo cuestionamientos al Tribunal Electoral Independiente y llamados a la renovación orgánica.[23]

## Ideología y doctrina
Desde sus inicios el Partido Liberal Radical Auténtico, abogaba por la igualdad social, defendiendo los intereses de los más necesitados, como la introducción de programas de desarrollo social, matriculación universitaria accesible, atención médica universal, igualdad de oportunidades, protección del consumidor y del medio ambiente, todos estos constituyen el núcleo de la política económica del partido. Simbolizan al liberalismo y el progresismo liberal en el Paraguay. Entendiendo que el capitalismo más humanitario de mercado es el único sistema económico que permite generar crecimiento y prosperidad para el país.

## Estatutos
Según el «Título I: Declaraciones y fines de los estatutos del Partido Liberal Radical Auténtico» del estatuto partidario, la organización se define como «genuinamente humanista y nacionalista», entendiendo su nacionalismo como una expresión de admiración por la historia y el hombre paraguayo, así como por el cultivo de la tradición y los valores del patriotismo. Asimismo, establece que el respeto a la Constitución libremente adoptada por el pueblo paraguayo, y su aplicación leal, constituye un deber ineludible tanto del gobierno como de los ciudadanos. Los estatutos también sostienen que cualquier desviación de las normas constitucionales con fines políticos coloca, por ese solo hecho, a los responsables fuera del amparo y la protección del orden constitucional.

## Símbolos

Bandera del Partido Liberal Radical Auténtico.

El Partido Liberal Radical Auténtico tomó como símbolo la bandera el color azul, con una estrella de cinco puntas en el margen izquierdo, luego del penoso incidente electoral ocurrido en Villarrica en 1887 ocasionado por los oficialistas que se identificaban con una cinta roja (hoy Partido Colorado) y los liberales cinta azul. Luego de este incidente se plantean los colores azules como símbolo del partido.

### Polka «18 de Octubre»
La canción fue creada en San Juan Bautista, Departamento de Misiones, Paraguay, en 1891, obra de Cornelio Barrios y Doroteo Barrios, integrantes del conjunto musical Los Forestales. Esta polka menciona la heroica travesía realizada por el mayor Eduardo Vera y Antonio Taboada, presidente y vicepresidente del Partido Liberal, cuando en un operativo conjunto atacaron los cuarteles. El primero murió en la acción y el segundo sobrevivió. Esta acción revolucionaria motivó el cambio de la denominación de la galopa «Comandante José Santos Miño», más tarde llamada «18 de Octubre».  Doroteo fue el padre del célebre Agustín Pío Barrios («Mangoré»).

### Polka «Valle'i»
En principio, esta polka se tomó como himno del liberalismo paraguayo, pero con el tiempo la polka «18 de Octubre» se destacó más en los eventos partidarios. Esta polka se cree que fue creada durante la guerra del Chaco (1932 a 1935), pero se desconoce varios datos de su origen.

## Lista de presidentes liberales de Paraguay
Desde su fundación hasta la actualidad, el Partido Liberal y sus distintas vertientes han ocupado en varias ocasiones la presidencia de la República del Paraguay, especialmente durante el periodo denominado como Hegemonía Liberal (1904–1940), cuando el poder ejecutivo fue ejercido de forma casi continua por dirigentes de dicho sector político. A continuación se presenta la lista detallada:
| N.º  | Imagen | Presidente               | Inicio de mandato       | Fin de mandato          | Nota |
| ---- | ------ | ------------------------ | ----------------------- | ----------------------- | --- |
| 1.º  |        | Juan Bautista Gaona      | 19 de diciembre de 1904 | 9 de diciembre de 1905  | |
| 2.º  |        | Cecilio Báez             | 10 de diciembre de 1905 | 25 de noviembre de 1906 | |
| 3.º  |        | Benigno Ferreira         | 25 de noviembre de 1906 | 5 de julio de 1908      | |
| 4.º  |        | Emiliano González Navero | 5 de julio de 1908      | 25 de julio de 1910     | También fue presidente del 25 de julio al 15 de agosto de 1912 y del 25 de octubre de 1931 al 25 de enero de 1932. |
| 5.º  |        | Manuel Gondra            | 25 de noviembre de 1910 | 11 de enero de 1911     | También fue presidente del 15 de agosto de 1920 al 7 de noviembre de 1921.                                         |
| 6.º  |        | Albino Jara              | 18 de enero de 1911     | 5 de julio de 1911      | |
| 7.º  |        | Liberato Marcial Rojas   | 5 de julio de 1911      | 1 de marzo de 1912      | |
| 8.º  |        | Eduardo Schaerer         | 15 de agosto de 1912    | 15 de agosto de 1916    | |
| 9.º  |        | Manuel Franco            | 15 de agosto de 1916    | 5 de junio de 1919      | |
| 10.º |        | José Pedro Montero       | 5 de junio de 1919      | 15 de agosto de 1920    | |
| 11.º |        | Eusebio Ayala            | 7 de noviembre de 1921  | 11 de abril de 1923     | También fue presidente del 15 de agosto de 1924 al 15 de agosto de 1928.                                           |
| 12.º |        | Eligio Ayala             | 11 de abril de 1923     | 13 de marzo de 1924     | También fue presidente del 15 de agosto de 1924 al 15 de agosto de 1928.                                           |
| 13.º |        | Luis Alberto Riart       | 13 de marzo de 1924     | 15 de agosto de 1924    | |
| 14.º |        | Félix Paiva              | 16 de agosto de 1937    | 15 de agosto de 1939    | |
| 15.º |        | José Patricio Guggiari   | 15 de agosto de 1928    | 15 de agosto de 1932    | |
| 16.º |        | José Félix Estigarribia  | 15 de agosto de 1939    | 7 de septiembre de 1940 | Falleció en ejercicio.                                                                                             |
| 17.º |        | Federico Franco          | 22 de junio de 2012     | 15 de agosto de 2013    | Asumió tras la destitución de Fernando Lugo.                                                                       |

 Observación: Esta lista considera a los presidentes que asumieron el cargo en representación del Partido Liberal o de alguna de sus vertientes, ya sea por elección directa, sucesión constitucional o en contextos de crisis institucional. Algunos mandatarios, como Emiliano González Navero, Manuel Gondra, Eligio Ayala o Eusebio Ayala, ejercieron más de un mandato en distintos periodos, razón por la cual sus gestiones han sido consolidadas en una sola entrada individual, acompañada de las notas aclaratorias correspondientes. Asimismo, se incluyen figuras como Luis Alberto Riart o Albino Jara, que llegaron al poder en situaciones de interinato, golpes de Estado o provisionalidad, pero vinculadas directamente al liberalismo. En el caso de Federico Franco, se trata de un político afiliado al PLRA, que asumió la presidencia en 2012 tras la destitución de Fernando Lugo, lo que representó el retorno transitorio de un liberal al poder ejecutivo luego de más de siete décadas. El número total de entradas no representa necesariamente la cantidad de mandatos presidenciales ejercidos, sino el de personalidades liberales que ocuparon formalmente el cargo.

## Historia electoral

### Elecciones presidenciales
| Elección | Candidato del partido       | Imagen    | Votos   | %       | R. |
| -------- | --------------------------- | --------- | ------- | ------- | -- |
| 1989     | Domingo Laíno               |           | 241 829 | 20,98 % | No |
| 1993     | Domingo Laíno               | 357 164   | 33,20 % | No      |    |
| 1998     | Domingo Laíno               | 703 379   | 43,88 % | No      |    |
| 2003     | Julio César Franco          |           | 370 348 | 24,7 %  | No |
| 2008     | Apoyó a Fernando Lugo (PDC) |           | 766 502 | 42,40 % | Sí |
| 2013     | Efraín Alegre               |           | 889 451 | 39,05 % | No |
| 2018     | Efraín Alegre               | 1 110 464 | 45,08 % | No      |    |
| 2023     | Efraín Alegre               | 830 842   | 28,25 % | No      |    |

### Elección vicepresidencial
| Elección | Candidato del partido | Votos   | %      | R. |
| -------- | --------------------- | ------- | ------ | -- |
| 2000     | Julio César Franco    | 597 431 | 49,6 % | Sí |

### Elecciones a la Cámara de Diputados
| Elección | Votos   | %       | Bancas | +/–         |
| -------- | ------- | ------- | ------ | ----------- |
| 1989     | 229 329 | 20,2 %  | 21/72  | 21          |
| 1993     | 414 208 | 36,8 %  | 33/80  | 12          |
| 1998     | 681 917 | 42,8 %  | 35/80  | 7           |
| 2003     | 379 066 | 25,7 %  | 21/80  | 14          |
| 2008     | 500 040 | 28,27 % | 27/80  | 6           |
| 2013     | 656 301 | 29,25 % | 27/80  | Sin cambios |
| 2018     | 420 821 | 17,74 % | 17/80  | 10          |
| 2023     | 779 282 | 27,46 % | 23/80  | 6           |

### Elecciones al Senado
| Elección | Votos   | %       | Bancas | +/–         |
| -------- | ------- | ------- | ------ | ----------- |
| 1993     | 409 728 | 36,2 %  | 17/45  | 17          |
| 1998     | 661 764 | 42,1 %  | 20/45  | 5           |
| 2003     | 374 854 | 25,4 %  | 12/45  | 8           |
| 2008     | 507 413 | 28,92 % | 14/45  | 2           |
| 2013     | 588 054 | 26,17 % | 13/45  | 1           |
| 2018     | 570 205 | 24,18 % | 13/45  | Sin cambios |
| 2023     | 701 547 | 24,35 % | 12/45  | 1           |

### Tabla comparativa (Diputados y Senado)
| Elección | Votos Diputados | %       | Bancas Diputados | +/–         | Votos Senado | %       | Bancas Senado | +/–         |
| -------- | --------------- | ------- | ---------------- | ----------- | ------------ | ------- | ------------- | ----------- |
| 1993     | 414 208         | 36,8 %  | 33/80            | 12          | 409 728      | 36,2 %  | 17/45         | 17          |
| 1998     | 681 917         | 42,8 %  | 35/80            | 7           | 661 764      | 42,1 %  | 20/45         | 5           |
| 2003     | 379 066         | 25,7 %  | 21/80            | 14          | 374 854      | 25,4 %  | 12/45         | 8           |
| 2008     | 500 040         | 28,27 % | 27/80            | 6           | 507 413      | 28,92 % | 14/45         | 2           |
| 2013     | 656 301         | 29,25 % | 27/80            | Sin cambios | 588 054      | 26,17 % | 13/45         | 1           |
| 2018     | 420 821         | 17,74 % | 17/80            | 10          | 570 205      | 24,18 % | 13/45         | Sin cambios |
| 2023     | 779 282         | 27,46 % | 23/80            | 6           | 701 547      | 24,35 % | 12/45         | 1           |

## Movimientos internos
El PLRA ha fomentado la participación ciudadana y la integración nacional, incorporando diversas corrientes ideológicas. Entre ellas el liberalismo libertario, el social liberalismo y el progresismo liberal. Históricamente, el partido ha albergado movimientos internos como el lainismo (años 1980-2000), el llanismo y el efrainismo (2013-23). En 2024, surgieron Nuevo Liberalismo, liderado por Ricardo Estigarribia, y el Movimiento Identidad Liberal.

## Padrón partidario
El padrón partidario es una herramienta para poder consultar los números de cédulas de identidad con el fin de conocer si se está registrado dentro del partido PLRA como también si se encuentra registrado para sufragar en las elecciones. Actualmente el PLRA cuenta con 1,5 millones de afiliados, según datos del año 2022.